# Deutsche Sepsis-Gesellschaft
Die Deutsche Sepsis-Gesellschaft für Infektiologie ist die wissenschaftliche Fachgesellschaft, die das Gebiet der humanmedizinischen Infektionslehre in Klinik, Praxis und Forschung vertritt. Sie ist seit 2004 Mitglied der Arbeitsgemeinschaft der Wissenschaftlichen Medizinischen Fachgesellschaften (AWMF).

## Ziele
Die DGS hat sich zum Ziel gesetzt, das Verständnis für das Krankheitsbild Sepsis in der deutschen Öffentlich sichtbarer zu machen, die Forschung auf dem Gebiet zu fördern, Forschungsergebnisse schnell und effektiv in die klinische Versorgung umzusetzen und Maßnahmen zum klinischen Qualitätsmanagement durch Interaktion von Wissenschaft und Versorgungsebene zu fördern.
Zu diesem Zweck will sie auf die verstärkte Kooperation zwischen Kliniken, Instituten, medizinischen Forschungseinrichtungen und der forschenden Industrie hinarbeiten. Die soll insbesondere auf folgenden Forschungsfeldern geschehen: Verbesserung der Diagnose der Sepsis und Identifizierung von Risikopatienten, Entwicklung und Evaluierung von Richtlinien zur Diagnose und Therapie der Sepsis, Studien zur Verbesserung des Verständnisses der Pathophysiologie der Sepsis, epidemiologischen und gesundheitsökonomischen Studien sowie klinischen Therapiestudien.

## Aufgaben
Um die genannten Ziele zu erreichen ist die Gesellschaft in folgenden Bereichen tätig:
- Etablierung einer Forschungsplattform
- Maßnahmen zur Zusammenarbeit zwischen wissenschaftlichen Einrichtungen und Einrichtungen der medizinischen Versorgung
- Bildungsangebote und Anerkennung herausragender Forschungsleistungen
- Öffentlichkeitsarbeit zur Aufklärung der Bevölkerung über Sepsis sowie zum Lobbying für das Thema Sepsis bei Krankenkassen und der Gesundheitspolitik

## Sektionen
Aufgabe der Sektionen ist es, die Ziele der Gesellschaft in einem definierten Fachgebiet zu verfolgen und ein wissenschaftliches Forum zu diesem Fachgebiet zur Verfügung zu stellen. Im September 2024 gibt es folgende Sektionen:
- Pädiatrie und Neonatologie
- Neurologie
- Geriatrie

## Aktivitäten (Auswahl)
- Sepsisdefinition und Kodierung. Die Gesellschaft arbeitet mit wissenschaftlichen Kooperationspartnern an der Verbesserung von Definition und ICD-Kodierung der Sepsis. In diesem Rahmen entstand der Kodierleitfaden Sepsis 3.0.[6]
- Leitlinien. Die DGS arbeitet aktiv an der Entwicklung und Aktualisierung medizinischer Leitlinien in ihrem Gebiet. Im Mittelpunkt der Aktivitäten steht die Leitlinie Prävention, Diagnose, Therapie und Nachsorge der Sepsis[7]

## Preise und Ehrungen
Die DGI verleiht mehrere Preise an Personen, die herausragende wissenschaftliche Leistungen und Erkenntnisse im infektionsmedizinischen Gebiet erbracht haben und dienen insbesondere der Nachwuchsförderung. Dabei handelt es sich mit Stand September 2024 um folgende Preise:
- Tobias-Welte-Preis für Sepsis-Grundlagenforschung, benannt nach dem Pneumologen Tobias Welte († 2024)
- Roger-Bone-Preis für Klinische Sepsisforschung, benannt nach US-amerikanischen Intensivmediziner Roger C. Bone († 1997)[9]
- Medienpreis Sepsis für  herausragende medizin-journalistische Arbeit zum Themengebiet Sepsis.

### Gründung
Am 29. November 2001 fand im historischen Rudolf-Virchow-Hörsaal am Medizinhistorischen Museum der Charité in Berlin die Gründungsversammlung der Deutschen Sepsis-Gesellschaft e.V. auf Initiative des Gründungspräsidenten, Konrad Reinhart (Jena), statt. Außerdem in den Gründungsvorstand gewählt wurden: Werner Seeger (Gießen), Markus Löffler (Leipzig), E. Straube (Jena).